# فيكتور رإنجيل
فيكتور رإنجيل (بالإسبانية: Víctor Rangel) (مواليد 11 مارس 1957) هو لاعب كرة قدم. يلعب مع منتخب المكسيك لكرة القدم. سبق له أن لعب في كأس العالم لكرة القدم مع منتخب بلاده.

## روابط خارجية
- فيكتور رإنجيل على موقع الاتحاد الدولي (مؤرشف)  (الإنجليزية)
- فيكتور رإنجيل على موقع قاعدة بيانات كرة القدم.إي يو (الإنجليزية)
- فيكتور رإنجيل على موقع ناشيونال فوتبول تيمز (الإنجليزية)
- فيكتور رإنجيل على موقع اللجنة الأولمبية الدولية (الإنجليزية)
- فيكتور رإنجيل على موقع أوليمبيديا (الإنجليزية)